# Championnats du monde de tir en campagne de 1986
Navigation
1984 1988
Les Championnats du monde de tir en campagne de 1986 ont eu lieu à Radstadt, en Autriche,,.

## Palmarès

### Hommes individuel
| Catégorie | Or              | Argent           | Bronze             |
| --------- | --------------- | ---------------- | ------------------ |
| Arc nu    | Mats Palmer     | Anders Rosenberg | Wolfgang Sedmark   |
| Arc libre | Göran Bjerendal | Gjert Bjerendal  | Herbert Reingruber |

### Femmes individuel
| Catégorie | Or             | Argent        | Bronze           |
| --------- | -------------- | ------------- | ---------------- |
| Arc nu    | Annie Dardenne | Erika Mok     | Guissepina Meini |
| Arc libre | Carita Jussila | Lisa Buscombe | Catherine Pellen |

### Équipe mixte
| Catégorie    | Or                                                               | Argent                                                   | Bronze                                                        |
| ------------ | ---------------------------------------------------------------- | -------------------------------------------------------- | ------------------------------------------------------------- |
| Équipe mixte | Annie Dardenne Stephane Legrand Pascal Colmaire Catherine Pellen | Mats Palmer Anita Carlsson Göran Bjerendal Ylva Ivarsson | Ladislav Voboril Peter Hansel Miloslava Zahradnicek Erika Mok |

### Hommes Junior individuel
| Catégorie | Or           | Argent          | Bronze             |
| --------- | ------------ | --------------- | ------------------ |
| Arc nu    | Izidor Pozar | Olli Sarv       | Fredrik Hallquist  |
| Arc libre | Simon Pavlin | Thorsten Sauter | Damiano Scaramuzza |